# Kevin Hampf
Kevin Hampf (ur. 24 marca 1984 w Rodewisch) – niemiecki piłkarz występujący na pozycji pomocnika. Obecnie gra w VfB Auerbach. W przeszłości rozegrał 32 mecze w 2. Bundeslidze, w barwach Erzgebirge Aue.